# Gasankala
Gasankala är en ort i Azerbajdzjan.   Den ligger i distriktet Qusar Rayonu, i den nordöstra delen av landet, 170 km nordväst om huvudstaden Baku. Gasankala ligger 508 meter över havet och antalet invånare är 870.
Terrängen runt Gasankala är platt åt nordost, men åt sydväst är den kuperad. Runt Gasankala är det ganska glesbefolkat, med 48 invånare per kvadratkilometer.. Närmaste större samhälle är Qusar, 7,1 km väster om Gasankala. 
Trakten runt Gasankala består till största delen av jordbruksmark.